# Nemterequeteba
Nemterequeteba var i mytologin hos indianerna i Colombia en gestalt som, precis som många andra gestalter i den sydamerikanska mytologin, sades ha kommit från "någon annanstans" och spridit visdom och god etik på kontinenten.